# 吊帶褲
吊帶褲是一種褲裝，常被用於工作時的防護服。吊帶褲最初的材質是牛仔布，但也可由燈芯絨、斜紋布製成，吊帶褲是由Levi's的Grace Howard和雅各布·W·戴維斯在1890年代發明，並隨著時代不斷演變款式。吊帶褲最初是用於工作環境中的防護服，並已經成為高級時裝界中的潛在邪典。有許多高級時裝品牌都推出了自家品牌的吊帶褲，而吊帶褲也是街頭服飾文化的流行之一。

## 歷史
吊帶褲的確切起源仍未明瞭，但早在1776年的文獻中便提到它被用於奴隸的工作防護服.。最早有大量生產吊帶褲的證據是1890年，由李維·史特勞斯和雅各布·W·戴維斯發明，並因其耐用性而在工人之間蔚為流行。
1920年，美國各地形成了吊帶褲俱樂部團體，他們以吊帶褲為標誌，抗議服裝成本上漲和服裝產業暴利。在經濟大蕭條時代，吊帶褲是美國南部和中西部的礦工、農民、伐木工、鐵路工等貧窮階級人士的服裝，此景可從沃克·埃文斯拍攝的許多照片中看到。
進入21世紀後，吊帶褲演變成高級時裝，有些品牌的兒童吊帶褲售價高達上百甚至上千美元。